# سیارک ۲۱۴۶۱
سیارک ۲۱۴۶۱ (به انگلیسی: 21461 Alexchernyak، نامگذاری:1998HS60) بیست و یک هزار و چهارصد و شصت و یکمین سیارک کشف شده‌است که در ۲۱ آوریل ۱۹۹۸ کشف شد.
قدر مطلق سیارک برابر ۲۲.۴ است.